# Issa El-Saieh
 (mars 2025).
La mise en forme du texte ne suit pas les recommandations de Wikipédia : il faut le « wikifier ».
Les points d'amélioration suivants sont les cas les plus fréquents. Le détail des points à revoir est peut-être précisé sur la page de discussion.
- Les titres sont pré-formatés par le logiciel. Ils ne sont ni en capitales, ni en gras.
- Le texte ne doit pas être écrit en capitales (les noms de famille non plus), ni en gras, ni en italique, ni en « petit »…
- Le gras n'est utilisé que pour surligner le titre de l'article dans l'introduction, une seule fois.
- L'italique est rarement utilisé : mots en langue étrangère, titres d'œuvres, noms de bateaux, etc.
- Les citations ne sont pas en italique mais en corps de texte normal. Elles sont entourées par des guillemets français : « et ».
- Les listes à puces sont à éviter, des paragraphes rédigés étant largement préférés. Les tableaux sont à réserver à la présentation de données structurées (résultats, etc.).
- Les appels de note de bas de page (petits chiffres en exposant, introduits par l'outil «  Source ») sont à placer entre la fin de phrase et le point final[comme ça].
- Les liens internes (vers d'autres articles de Wikipédia) sont à choisir avec parcimonie. Créez des liens vers des articles approfondissant le sujet. Les termes génériques sans rapport avec le sujet sont à éviter, ainsi que les répétitions de liens vers un même terme.
- Les liens externes sont à placer uniquement dans une section « Liens externes », à la fin de l'article. Ces liens sont à choisir avec parcimonie suivant les règles définies. Si un lien sert de source à l'article, son insertion dans le texte est à faire par les notes de bas de page.
- La présentation des références doit suivre les conventions bibliographiques. Il est recommandé d'utiliser les modèles {{Ouvrage}}, {{Chapitre}}, {{Article}}, {{Lien web}} et/ou {{Bibliographie}}. Le mode d'édition visuel peut mettre en forme automatiquement les références.
- Insérer une infobox (cadre d'informations à droite) n'est pas obligatoire pour parachever la mise en page.

Pour une aide détaillée, merci de consulter Aide:Wikification.
Si vous pensez que ces points ont été résolus, vous pouvez retirer ce bandeau et améliorer la mise en forme d'un autre article.
Issa Joseph El-Saieh, né le 22 février 1919 et mort le  2 février 2005, également connu sous le nom de Maestro, est un saxophoniste, clarinettiste, chef d'orchestre, compositeur, arrangeur, homme d'affaires, galeriste et collectionneur d'art haïtien d'origine palestinienne.
Tout au long de sa vie et de son œuvre, il a contribué à deux facettes de la culture haïtienne: la musique et l’art. 
D'une part, en tant que musicien, compositeur, arrangeur et chef d'orchestre de l'Orchestre Saieh de 1941 au milieu des années 1950, il apporta de nouvelles influences et un nouveau son.
D'autre part, en tant que galeriste et collectionneur d'art naïf haïtien, il promut l'art et la culture haïtienne à l'étranger, notamment à travers la Galerie Issa, fondée à la fin des années 1950.

## Jeunesse et éducation
Issa El-Saieh est né à Petit-Goâve, Haïti le  22 février 1919 . Ses deux parents, Julia Moussa Talamas (1893–1982) et Joseph Said El-Saieh (1885–1921) ont immigré séparément en Haïti depuis Bethléem, en Palestine.
Sa mère, deux fois veuve, a élevé ses trois fils, Elias Noustas (1912-1991), Issa et André El-Saieh (1920-1965), entre Petit-Goâve et Port-au-Prince.
El-Saieh a fréquenté l'Institution Saint-Louis de Gonzague à Port-au-Prince. En 1928, son frère cadet André et lui sont envoyés dans différents pensionnats aux États-Unis, principalement dans le Massachusetts. Là, il fut initié à la musique et a appris à jouer la clarinette ainsi que le saxophone, et fut membre des orchestres de ses écoles.

## Entreprises familiales

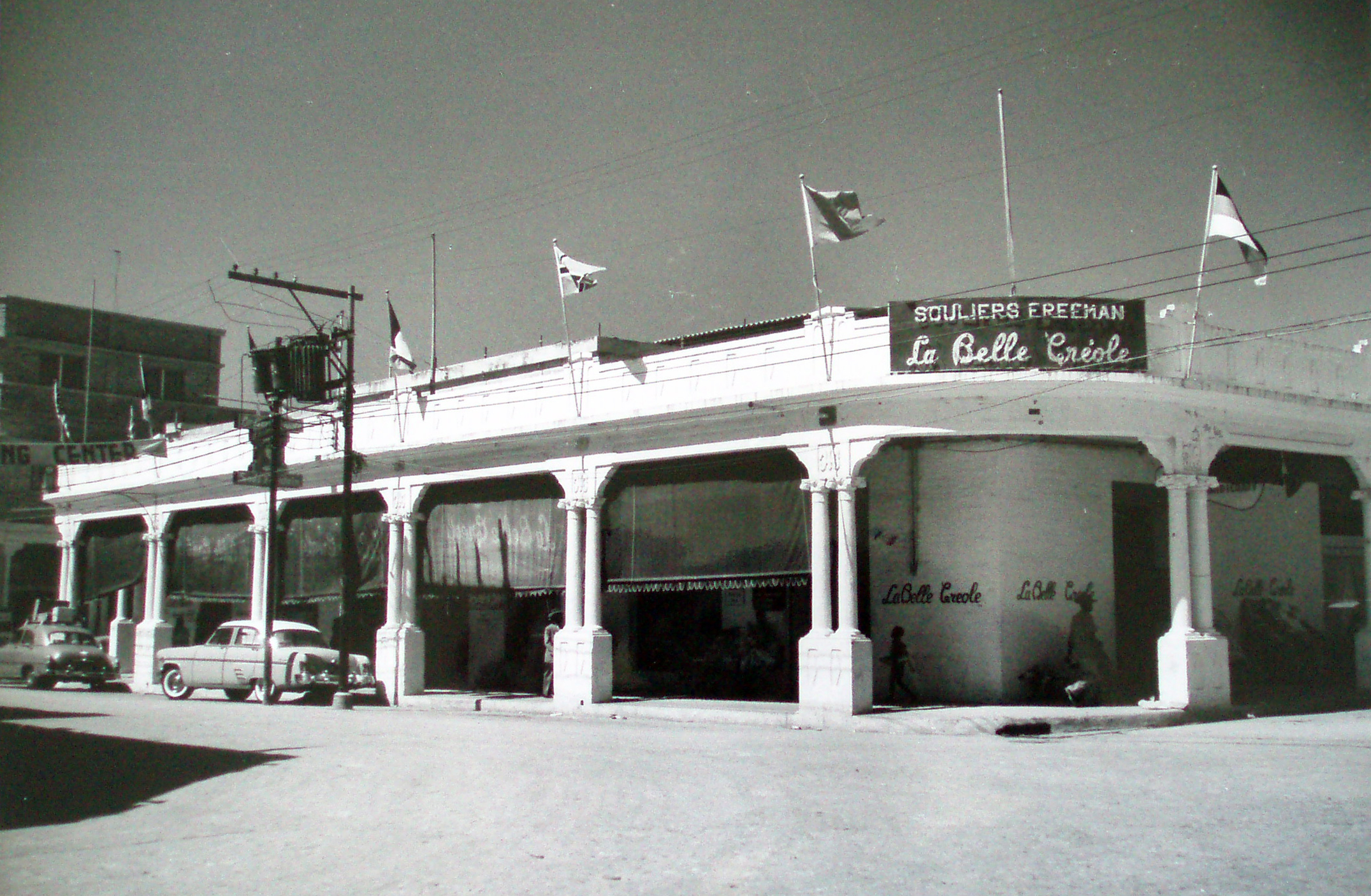
Grand magasin La Belle Créole - 1949

À l'été 1940, El-Saieh retourne en Haïti et travaille aux côtés de sa mère dans son magasin, Veuve Joseph El-Saieh, au centre-ville de Port-au-Prince.
Plus tard, il devient président de La Belle Créole – le premier grand magasin d’Haïti – fondé en 1948 par son frère aîné Elias Noustas. Situé rue Bonne Foi (alors rue Roux), le magasin s'agrandit tout au long des années 1950,.
À l’époque, Haïti était en plein essor et était une destination touristique populaire. En décembre 1951, Elias Noustas ouvre Le Perchoir. Conçu par l'architecte Max Ewald et situé à Boutilliers et surplombant la ville de Port-au-Prince, le restaurant comprenait aussi une boîte de nuit et une boutique de souvenirs.

## Orchestre Saieh (1941–1951)

### L'Orchestre

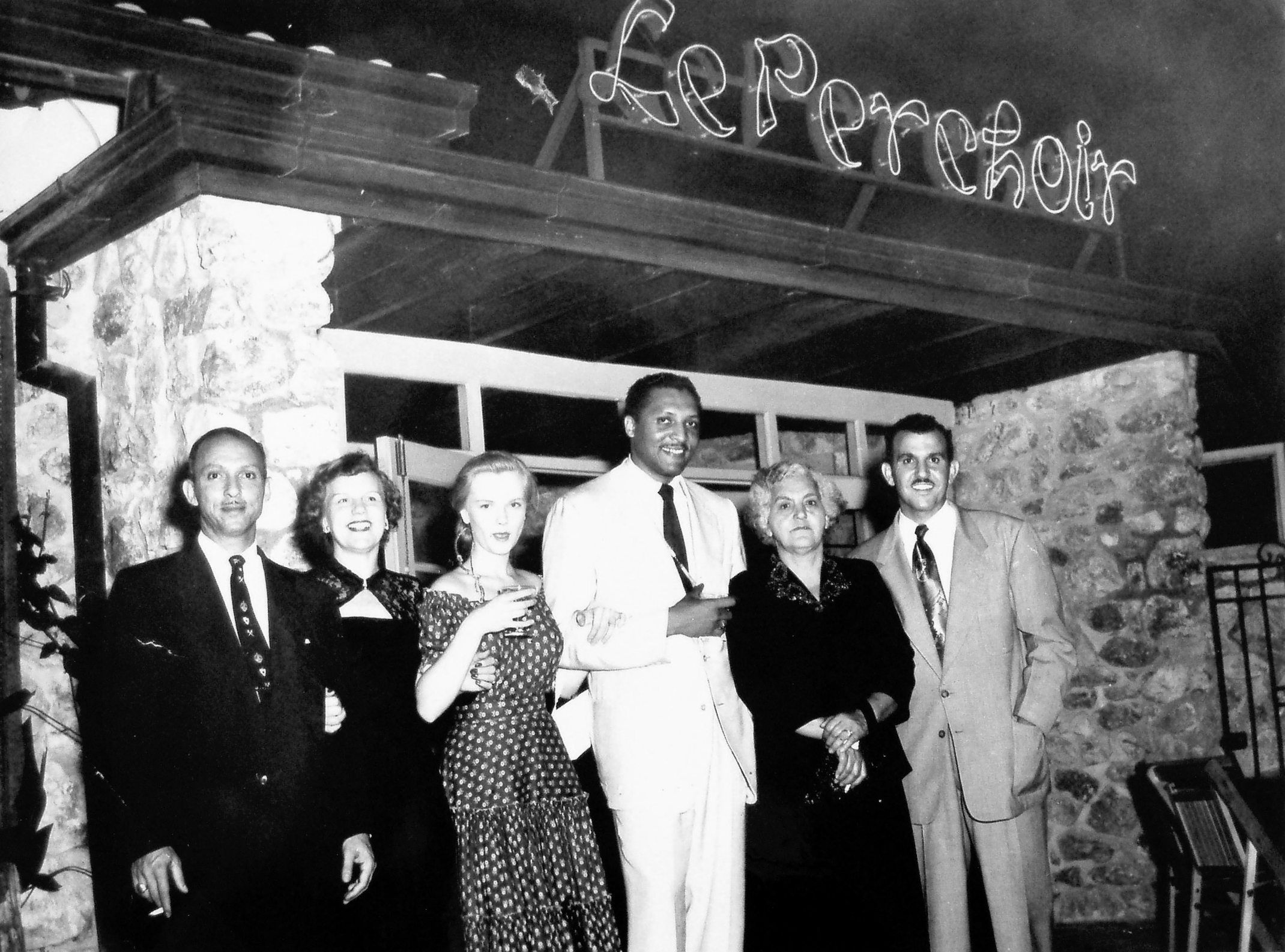
Le Perchoir (De gauche à droite : Elias Noustas et sa femme Betty, invitée, invité, Julia Talamas, Issa El-Saieh)

Entre 1940 et 194, parallèlement à ses activités commerciales, El-Saieh joua brièvement au sein du Jazz Rouzier (l'orchestre de Daniel Rouzier) en tant que clarinettiste et saxophoniste.
À l’automne 1941 et au printemps 1942, il commence progressivement à constituer son propre ensemble. Parmi ses musiciens, nombreux étaient membres de l’orchestre militaire du Palais National ou provenaient de divers groupes. D’autres étaient encore étudiants ou exerçaient une profession. Ainsi, la composition de l'orchestre a varié au fil des années,,.
Connu sous le nom d'Issa El-Saieh & Son Orchestre, ou Orchestre Saieh, l'ensemble était structuré et composé d'un grand nombre de musiciens, comme un big band américain. C'est ce qui démarqua l’orchestre des autres groupes.
Leur répertoire fusionne les genres musicaux traditionnels haïtiens – principalement des chansons et des mélodies folkloriques ainsi que des rythmes vaudous – avec du jazz moderne, du mambo cubain, du méringue et du swing américain,.
Au cours des premières années, l'Orchestre Saieh jouait chez des particuliers à Port-au-Prince et en province, ainsi que dans des cinémas et des clubs, tels que le Rex Théâtre, le Ciné Paramount et le Club Miramar. Entre 1944 et 1951, l'orchestre devient un habitué du Club Zanzi Bar et Cabane Choucoune, tous deux situés à Pétion-Ville. Au début des années 1950, le groupe jouait fréquemment au Perchoir à Boutilliers ainsi qu'a l'émission Cocktail Dansant, le dimanche matin sur Radio Haïti de Ricardo Widmaier,.
El-Saieh se retire de la scène publique en octobre 1950, laissant l'orchestre entre les mains d'Ernest "Nono" Lamy, qui le rebaptisa plus tard l'ensemble Nono Lamy & son Orchestre.
Il meurt à Port-au-Prince d'un cancer de l'œsophage le 2 février 2005, à l'âge de 85 ans.

### Contributeurs
Au début des années 1940, El-Saieh se rendait souvent à Cuba, où il rencontra plusieurs musiciens, dont le pianiste, compositeur, arrangeur et chef d'orchestre cubain Ramon "Bebo" Valdés, qui devint non seulement un collaborateur fréquent de l'Orchestre Saieh, mais aussi son ami. Valdés a écrit et interprété le morceau Monsieur Saieh, qui figura pour la première fois, en 1959, dans l'album «Todo Ritmo» de Bebo Valdés Y Su Orquesta.
À la fin des années 1940, El-Saieh étudia la musique à New York aux côtés d'Eddie Barefield, Andy Brown, Albert J. "Budd" Johnson et Walter "Foots" Thomas. Tous furent membres et collaborateurs de l'Orchestre de Cab Calloway. 
El-Saieh fréquenta également d'autres musiciens tels que Dizzy Gillespie, Charlie Parker, Jo Thompson et Kenny Dorham, et fut un habitué de divers clubs de jazz et de blues, notamment Birdland, le Blue Note et Café Society,.
El-Saieh commanda diverses partitions originales à des arrangeurs étrangers tels que: Bobby Hicks, Albert J. "Budd" Johnson, Pérez Prado et Bebo Valdés. De plus, il invitait régulièrement ces musiciens, ainsi que le pianiste américain Billy Taylor à participer à des séances de répétition et enregistrements avec l'Orchestre Saieh.

## La Belle Créole – label de musique (1947-1956)
Vers 1947, El-Saieh créa son propre label de musique, La Belle Créole – qui portait le même nom que le magasin de son frère Elias Noustas. De 1947 à 1956, la plupart des morceaux de l'Orchestre Saieh ont été enregistrés sur ce label,.
Le label a également enregistré des morceaux de divers groupes constitués par des combinaisons de musiciens de l'Orchestre Saieh, tels que: The Belle Créole Group, La Belle Créole Trio, Bebo Valdés & His Rhythm, Rodolphe Legros & His Ibo Lele Group, Budd Johnson & The Le Perchoir Group, Wébert Sicot & His Cabane Choucoune Ensemble, The Cabane Choucoune Ensemble, Guy Durosier & His Rhythm ou Rodolphe Legros et son groupe Ibo Lele.
Ces enregistrements ont eu lieu dans différents lieux tels que Cabane Choucoune, Radio Commerce ou Radio Haïti de Ricardo Widmaier, ainsi qu'à Miami, New-York et La Havane (principalement à Radio Progreso),.

## Galerie Issa (1957–2005)

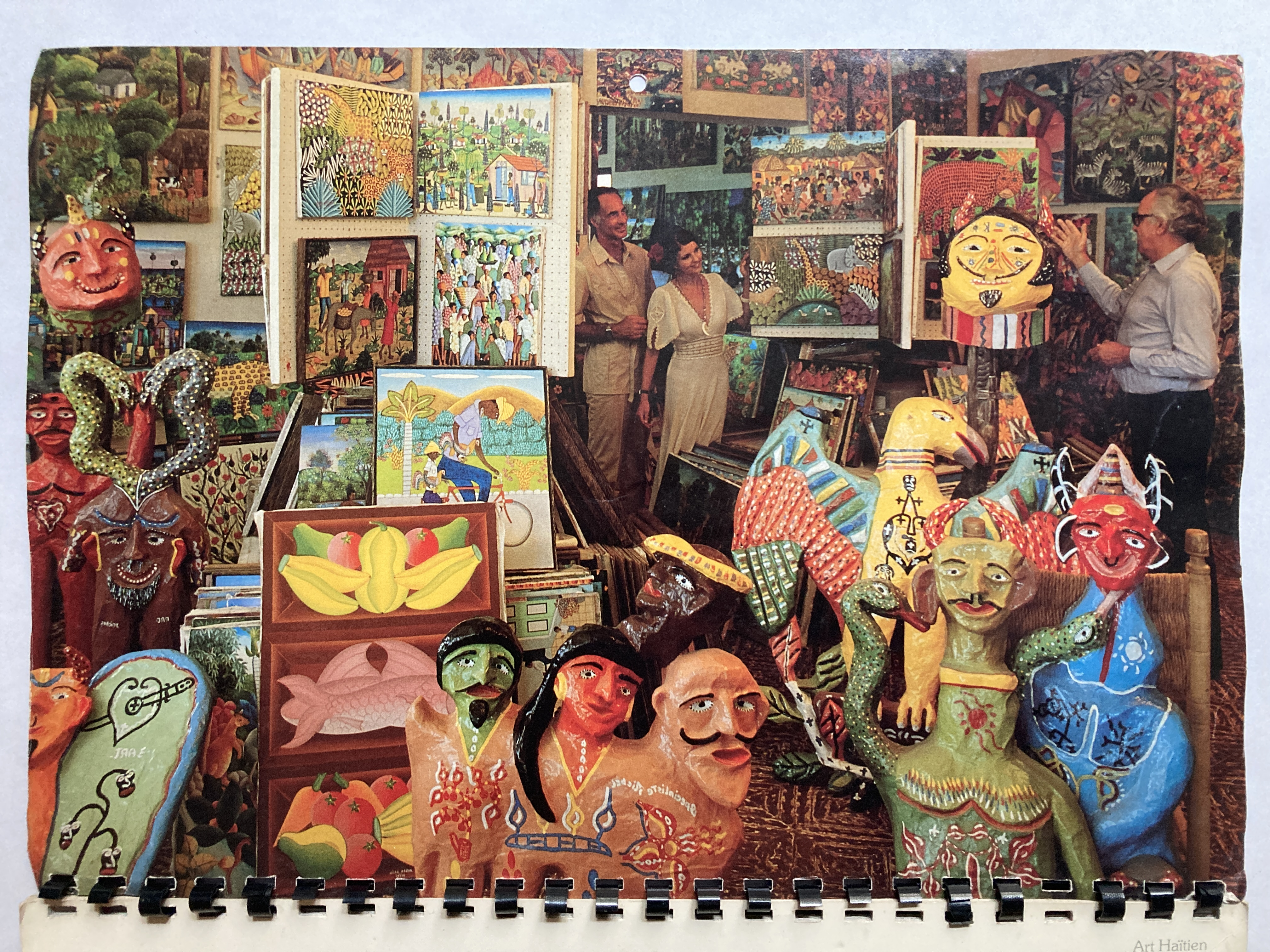
La Galerie Issa figure dans le calendrier 1981 de l'Office Nationale du Tourisme et des Relations Publiques d'Haïti

À la fin des années 1940, El-Saieh commence à acheter des tableaux et, au milieu des années 1950 il décide d'ouvrir une boutique dans le restaurant de son frère Elias Noustas, Le Perchoir. En 1957, il transfère sa boutique à la rue du Quai au centre-ville de Port-au-Prince, la baptisant Galerie d'Art Issa. En 1964, la galerie est transférée à son domicile, où elle prend le nom de Galerie Issa.
Des artistes comme Villard Denis, Néhémy Jean, Jacques Enguerrand Gourgue, Alix Roy et Gesner Armand ont travaillé avec lui aux débuts de la galerie, avant de se lancer dans d'autres aventures. Progressivement, la galerie s'est agrandie en taille et en termes de ventes. À la fin des années 1960 et au début des années 1970, El-Saieh comptait plus de 50 artistes qui travaillaient régulièrement avec lui. Beaucoup d'entre eux avaient leurs ateliers sur place et plusieurs sont restés exclusifs à la galerie jusqu'à la mort d'El-Saieh.

Selon l’économiste et auteur suédois Mats Lundahl:
«Issa a joué un rôle crucial dans l'établissement de plusieurs des peintres naïfs haïtiens les plus célèbres. Il les a trouvés et leur a accordé des contrats réguliers avec sa Galerie Issa, leur assurant ainsi une stabilité financière qui leur a permis de se concentrer sur leur peinture. Leurs œuvres sont exposées dans des musées, des galeries d'art, des maisons de vente aux enchères et des collections privées du monde entier.»
Décrit comme un imprésario d'artistes, El-Saieh a lancé et soutenu la carrière de nombreux artistes haïtiens tels que: Gabriel Alix, Smith et Sisson Blanchard, Henri et Seymour Bottex, Jacques Chéry, Abner Dubic, Préfète Duffaut, Roger François, Yvon Jean-Pierre, Philton Latortue, André Normil, André Pierre, Fernand Pierre, Dieudonné Pluviose, Jérôme Polycarpe, Dieudonné Rouanez, Charles et Audes Saül, Micius Stéphane, Josaphat Tissaint – pour ne citer qu'eux,.
La Galerie Issa a organisé et participé à plusieurs expositions d’art, notamment dans les Caraïbes, en Amérique et en Europe. La galerie a fermé en 2005, à la suite du décès d'El-Saieh.

## Hôtel Oloffson
Pendant plusieurs années dans les années 1960, El-Saieh a dirigé l'Hôtel Oloffson à Port-au-Prince. Là, il rencontre l'écrivain anglais Graham Greene, qui s'inspire de lui pour le personnage d'Hamit le Syrien dans son roman de 1966 Les Comédiens.

## Philanthropie
Au cours de sa vie, El-Saieh a régulièrement contribué à divers orphelinats, hôpitaux et autres institutions caritatives principalement à Port-au-Prince. Il a également soutenu l'hôpital Albert Schweitzer de Deschapelles et Eye Care-Haïti en faisant régulièrement des don d'œuvres d'art.

## Prix et distinctions

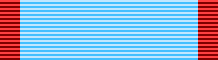
Ruban de Chevalier de l'Ordre National Honneur et Mérite d'Haïti

• 13 mars 1959: décoré du titre de Chevalier de l'Ordre National Honneur et Mérite par le Président de la République d'Haïti, François Duvalier, pour sa contribution significative à l'enrichissement de la culture haïtienne. 
• 1998: honoré au Lincoln Center de New York, par l'Alliance Haïtienne-Américaine de New York, comme figure emblématique de la musique haïtienne et l'un des cinq géants de la musique haïtienne,.
• 2002: Prix d’Honneur et de Mérite des Caribbean Film Productions – Nuit des Étoiles, pour sa contribution à la culture haïtienne.

## Lectures complémentaires
•Mats Lundahl, Et Haïti découvrit le jazz: l'Histoire de Issa El Saieh, CIDIHCA France, 2 mars 2020 (ISBN 978-2-491035-07-5)
•Selden Rodman, Where Art is Joy - Haitian Art : the First Forty Years, New York, Ruggles de Latour, 1988 (ISBN 9780938291015)